# Fasto
Fabriques d’Automobiles de St. Ouen war ein französischer Hersteller von Automobilen.

## Unternehmensgeschichte
Das Unternehmen aus Saint-Éloy-les-Mines wurde 1926 zur Produktion von Automobilen gegründet. Der Markenname lautete Fasto. Die Produktion fand zunächst beim Maschinenbauunternehmen Établissements Audouard et Compagnie, Ateliers Mécaniques de Sainte-Éloy statt. Nach der Fertigstellung von 16 Fahrzeugen entstanden ab Ende 1926 nur noch Motor, Getriebe und Hinterachse in Saint-Éloy, während die Komplettierung zu Fahrzeugen in einem Werk in Saint-Ouen stattfand. 1929 endete die Produktion.

## Fahrzeuge
Das erste Modell A 1 blieb ein Prototyp.
Darauf folgte der A 2. Hier sorgte ein Vierzylindermotor mit seitlichen Ventilen für den Antrieb. Der Motor leitete 25 PS aus 1597 cm³ Hubraum.
1926 erschien der C 1 mit einem Sechszylindermotor, der ebenfalls über seitliche Ventile verfügte. Bei gleichen Maßen für Bohrung und Hub wie beim Vierzylindermotor ergab sich ein Hubraum von 2396 cm³. Von diesem Modell wurde 1926 auf dem Pariser Automobilsalon ein Fahrgestell ausgestellt. Vermutlich blieb dieses Modell ein Einzelstück.
1927 folgte der A 3. Für den Antrieb sorgte ein Vierzylindermotor mit OHV-Ventilsteuerung, der aus 1617 cm³ Hubraum 35 PS leistete. 100 Fahrzeuge wurden bestellt.
Der A 4 war das letzte Modell. Sein Motor entsprach bis auf die seitlichen Ventile dem Motor des A 3.